# Тополівський парк «Стадуб»
Тополівський парк «Стадуб» — комплексна пам'ятка природи місцевого значення. Оголошена відповідно до рішення 25 сесії Вінницької обласної ради 5 скликання від 29.07.2009 р. № 834. Розташована на південній околиці села Тополівка Гайсинського району Вінницької області у долині річки Кублич.
Лiсопарк сформований на землях помістя Хреннiкових, літній будинок яких знаходився на березi рiчки. Землi цi були дарованi Катериною II, разом з дворянським званням, військовому  Хреннiковому за участь у взятті Ізмаіла (був важко поранений). Хреннікови побудували літнiй будинок i висадили парк: в основному ялинки (тепер їх вже мало збереглося, були рідкісний вид абрикос). Сторона будинку, що звернена до річки була оранжереєю (повнiстю із скла). Із дійсного маетку Хреннікових до цього часу збереглися комори для зерна.
За фізико-географічним районуванням України (1968), територія ботанічної пам'ятки природи належить до Бершадьського району області Подільського Побужжя Волинсько-Подільської височини Дністровсько-Дніпровської лісостепової зони.
За геоботанічним районуванням України (1968) територія належить до Погребитценсько-Оратівського підрайону геоботанічного округу дубово-грабових та дубових лісів Північної підпровінції Правобережної Провінції Європейської широколистяної області.
Для цієї території характерні хвилясті лесові рівнини з фрагментами дубово-грабових лісів па опідзолених, реградованих та типових вилугованих і карбонатних чорноземних ґрунтах. Та височинні сильно еродовані рівнини з переважанням силових схилових земель та фгагментами лісів з дуба скельного та грабу на опідзолених та чорноземних змитих ґрунтах, тобто з геоморфологічної точки зору описувана, територія являє собою Жмеринську слаборозчленовану лесову рівнину.
У геологічному відношенні територія відноситься до фундаменту Українського кристалічного щита, що представлений ранньопротерозойськими складчастостями: гранітів та гнейсів та областю архейської складчастості. Осадкові відклади, що перекривають кристалічний фундамент приурочені до неогенової системи і складені сіро-зеленими місцями жовтими глинами.
Територія знаходиться в долині р. Удич. У трав'яному покриві дубово-грабових лісів зустрічаються кущі шипшини цінної лікарської рослини. Квітує територія і своїм різнотрав'ям: мишій сизий, стоколос, житняк гребінчастий, вівсюг звичайний, деревій дрібноквітковий, суданська трава та ін. 
Місце потребує охорони і збереженню різноманітності видів рослинних угруповань. Тут росте мати-й-мачуха - лікарська рослина, сизий полин, волошка польова, ромашка біла. На схилах розрісся барвінок малий, зустрічається зозулинець плямистий, який занесений до Червоної книги України. Є ряд джерел,
що мають водорегулююче значення.